# Documento commerciale
Il documento commerciale, in Italia, è un documento emesso dagli esercenti del commercio al dettaglio e assimilati, che attesta l'acquisto di beni o servizi. Ha sostituito lo scontrino fiscale dal 1 gennaio 2021, eccettuate alcune categorie speciali di esercizi.

## Storia
La legge 26/01/1983 n. 18, che introdusse lo scontrino fiscale, è stata abrogata per l'introduzione di quello elettronico (che è fiscale solo verso l'Agenzia delle Entrate non verso il ricevente). Tra le altre cose prevedeva che lo scontrino fiscale fosse emesso al momento della consegna dei beni, senza un obbligo normativo di emetterlo con dicitura "importo non pagato". La circolare 10 giugno 1983 n. 60 prevedeva questa dicitura come opzione nel caso in cui il cedente avesse deciso di annotare l'operazione al momento del pagamento e non alla consegna dei beni.
Dal 1º luglio 2019 il documento commerciale ha cominciato a prendere il posto dello scontrino fiscale.

### Legislazione
Dal 2006 i soggetti della GDO poterono emettere legittimamente ed esplicitamente "scontrini non fiscali" (ai sensi dell’art. 1, co. 429 della L. 311/2004) validi comunque come prova di acquisto per i diritti sulla garanzia. Il provvedimento è stato reso possibile grazie all'invio telematico dei corrispettivi all'Agenzia delle Entrate di riferimento.
Dal 1 gennaio 2017, per i commercianti e artigiani che scelsero questa opzione, fu possibile non rilasciare più lo scontrino cartaceo di tipo fiscale qualora si fossero dotati di casse che permettono di inviare i dati per via telematica all'Agenzia delle entrate di competenza. Il provvedimento dell'ottobre 2016 fa capo al D. Lgs. n. 127/2015.
Dal 1 luglio 2019, per effetto del decreto fiscale n. 119/2018, collegato alla legge di bilancio 2019 in attuazione del decreto legge 127/2015, fu esteso l'obbligo (facoltativo dal 2017) per gli esercenti di dotarsi di registratore di cassa telematico (trasmissione diretta dei corrispettivi giornalieri con l'Agenzia delle Entrate), estensione successivamente pianificata anche per i piccoli esercizi. Pertanto, anche in questi casi il vecchio documento fu sostituito da uno scontrino commerciale (senza più valenza fiscale ma valido per tutte le altre necessità di evidenza documentata dell'acquisto) consegnato al cliente, mentre l'esercente invia il cosiddetto scontrino elettronico (con valenza fiscale) all'AE del territorio.
Il provvedimento del luglio 2019 (con una prima successiva estensione dal gennaio 2020, prorogata diverse volte causa COVID-19), sintetizzato giornalisticamente in "scontrino elettronico" (al compratore è consegnato un documento non più fiscale ma con valenza commerciale, esplicitamente identificata), per esteso è denominato dall'amministrazione finanziaria "obbligo di memorizzazione e trasmissione telematica dei corrispettivi giornalieri per negozianti ed esercenti del commercio al minuto" (il termine "elettronico" o "digitale" si riferisce a questo). L'obbligo di documento commerciale fu completamente esteso dal 1’ gennaio 2021.

## Struttura
Il documento commerciale contiene il corrispettivo del totale di spesa (importo complessivo, IVA compresa), quantità e descrizione di quanto acquistato/consumato, gli elementi temporali della transazione nonché i riferimenti dell'esercente. Insieme ad altri dettagli, ad esempio il numero progressivo giornaliero di scontrini emessi.
Il documento commerciale, a differenza del vecchio scontrino fiscale (ove poteva comparire la dicitura generica tipo "Reparto 1"), deve contenere la descrizione dei beni e dei servizi sufficientemente dettagliata. Invece, quando la cassa contiene l'elenco completo dei codici/articoli per scelta dell'esercente (come il tagliando rilasciato dal supermercato) oppure per disposizione di legge (ad esempio lo scontrino rilasciato dalla farmacia), allora si parla di scontrino parlante. Inoltre, gli importi parziali di una determinata categoria di beni devono essere obbligatoriamente presenti.
Non sempre lo scontrino è rilasciato a fronte del relativo pagamento: ad esempio nel caso di cessioni a titolo gratuito, campionatura o simili. Oppure quando vi sono prestazioni continuative a cui segue una fattura riepilogativa. Ma pure se, per qualsiasi motivo, non si è potuto eseguire il pagamento da parte del cliente. 
Lo scontrino è generato attraverso un registratore di cassa che invia telematicamente il flusso di incassi all'Agenzia delle Entrate (flusso xml dei corrispettivi giornalieri). Lo scontrino deve riportare anche il numero della specifica cassa dell'esercizio usata. Se è esplicitamente richiesta dal cliente, l'esercente deve emettere la fattura. Specie nei punti di cassa evoluti, lo scontrino comprende (generalmente in fondo) anche la parte dell'eventuale pagamento tramite POS: in questo modo non c'è bisogno di stampare un secondo tagliando separato.

### Scontrino elettronico
In Italia lo scontrino fiscale è stato progressivamente sostituito dal documento commerciale. Questo scontrino, non fiscale (per questo denominato "commerciale"), rilasciato all'avventore, presuppone l'emissione del cosiddetto scontrino elettronico (questo sì con valenza fiscale), trasmesso in automatico dal sistema all'Agenzia delle Entrate mediante registratore telematico (tracciato XML giornaliero) interfacciato al consueto software di cassa. L'introduzione dello scontrino digitale (o, più correttamente, tracciato telematico dei corrispettivi giornalieri) è stata del tutto trasparente per i consumatori. L'unico cambiamento riscontrabile è che i nuovi scontrini consegnati al cliente riportano diciture simili a "documento commerciale di vendita o prestazione" (ovviamente senza più riportare il vecchio logotipo MF ma la nuova sigla RT = Registratore Telematico, seguito dal relativo codice identificativo) e devono essere numerati (alcuni impostano il software in modo da specificare sullo scontrino anche la matricola del server e della singola cassa). Le casse devono essere omologate (nuove o adattate se possibile tecnicamente) per l'utilizzo come registratore telematico con invio automatico e diretto (via internet) dei tracciati all'Agenzia delle Entrate del territorio di pertinenza.
A differenza del vecchio scontrino fiscale, il documento commerciale riporta lo scorporo dell'IVA (eventuali sigle stanno a significare dei codici operazione previsti dalla norma). Inoltre, il tagliando può essere consegnato cartaceo oppure inviato in informato digitale.
Per l'esercente l'obbligo di dotazione di cassa con registratore telematico ha permesso di semplificare molti adempimenti fiscali (registro corrispettivi abolito, eliminazione procedure manuali, verificazione periodica biennale, dati di vendita già interrogabili digitalmente, ecc).
Come succedeva per lo scontrino fiscale, la legge prevede l'esonero dello scontrino elettronico (cioè l'invio telematico dei corrispettivi) e, di conseguenza, di rilascio del documento commerciale, per numerose attività o tipologie di soggetti.
A parte pochi casi rimasti, il documento commerciale ha preso il posto della vecchia ricevuta fiscale.

## Preconto
Negli esercizi dove si somministrano alimenti e bevande è spesso utilizzato il preconto. Il preconto è la ricevuta consegnata al cliente prima dell'emissione del documento commerciale al fine di agevolare la successiva fase di pagamento. Il preconto, similmente alla cosiddetta "comanda", non è un documento fiscale ma ha un'utilità gestionale interna all'esercizio nonché serve al cliente per sapere a quanto ammonta la spesa. Quando utilizzato, il preconto non contiene la sigla RT (quando era in vigore lo scontrino fiscale doveva riportare obbligatoriamente la dicitura "documento non fiscale" o simili) che, invece, compare sul documento commerciale. In altri settori (es. rivendita di materiali) il "buono di magazzino" svolge la stessa funzione del preconto.
A volte viene fraudolentemente fornito un preconto al posto dello scontrino elettronico definitivo. Né comanda né preconto né buono di magazzino riportano il logotipo RT (ex sigla MF quando c'erano gli scontrini fiscali). Anche "strisciate" di calcolatrici o di bilance sono a volte fatte furbescamente scambiate per scontrini commerciali, sebbene sarebbe raccomandabile riportare esplicitamente sul documento la non validità fiscale o diciture equivalenti. Quando l'esercizio o il libero professionista è in contabilità semplificata, il pagamento elettronico (a fronte di questi "tagliandi") non rileva fiscalmente in quanto non vi è obbligo di registrazione contabile della liquidità.

## Nel mondo
Questa voce tratta unicamente il caso italiano. Ovviamente, anche nel resto del mondo è usato, nel commercio, lo scontrino (fiscale o meno) emesso da un registratore di cassa o apparecchiatura equivalente.